# Condado de Howard (Nebraska)
El condado de Howard (en inglés: Howard County), fundado en 1871 y con su nombre en honor al general Oliver Otis Howard, es un condado del estado estadounidense de Nebraska. En el año 2000 tenía una población de 6.567 habitantes con una densidad de población de 4 personas por km². La sede del condado es St. Paul.

## Geografía
Según la oficina del censo el condado tiene una superficie total de 1492 km² (576,1 mi²), de los que 1474 km² (569,1 mi²) son tierra y 16 km² (6,2 mi²) (1,09%) son agua.

## Condados adyacentes
- Condado de Merrick - este
- Condado de Hall - sur
- Condado de Buffalo - suroeste
- Condado de Sherman - oeste
- Condado de Greeley - norte

## Demografía
Según el censo del 2000 la renta per cápita media de los habitantes del condado era de 33.305 dólares y el ingreso medio de una familia era de 40.259 dólares. En el año 2000 los hombres tenían unos ingresos anuales 27.270 dólares frente a los 19.587 dólares que percibían las mujeres. El ingreso por habitante era de 15.535 dólares y alrededor de un 11.70% de la población estaba bajo el umbral de pobreza nacional.

## Ciudades y pueblos
- St. Paul
- Boelus
- Cotesfield
- Cushing
- Dannebrog
- Elba
- Farwell